# Donna con caffettiera
Donna con caffettiera è un dipinto a olio su tela (130x97 cm) realizzato nel 1895 circa dal pittore francese Paul Cézanne.
È conservato nel Museo d'Orsay di Parigi ed è considerato uno dei quadri più interessanti del pittore poiché segna il passaggio dall'Impressionismo al Cubismo.
La scena è ambientata in un interno domestico ed il soggetto è la domestica del pittore. È ritratta seduta su un piano d'appoggio a noi invisibile, vestita d'azzurro e con un'espressione severa.
Sullo sfondo vi è una porta in legno, mentre sulla destra si vede un tavolo con una caffettiera ed una tazza con cucchiaio: sulla sinistra delle rose di color rosa ornano l'estremità della tela (secondo alcuni potrebbe essere una carta da parati con questo tema).
Inoltre in questo quadro possiamo notare tre punti di vista differenti : la porta sullo sfondo è vista di lato, la donna è vista da davanti e il tavolo è visto dall'alto
Gli elementi principali dell'opera sono rappresentati in modo particolarmente semplificato. La donna ritratta appare senza emozioni e sentimenti, quasi come se lei stessa facesse parte della natura morta presente nel quadro. Le forme del suo corpo assumono un carattere geometrico o addirittura cilindrico in paragone alla caffettiera che la affianca, mentre le pieghe del suo vestito sono rigide. La posizione delle braccia della domestica sottolineano la somiglianza del soggetto e del suo atteggiamento agli oggetti inanimati.
Una delle caratteristiche più evidenti dell'opera è la mancanza di profondità dello spazio. L'effetto è creato probabilmente dalla prospettiva rovesciata del tavolino e dalla presenza di un'enorme porta chiusa che si trova immediatamente alle spalle della donna. Il pittore vuole, inoltre, mettere in evidenza la monumentalità delle forme e lasciare in secondo piano l'attenzione ai particolari.
La decorazione floreale della tappezzeria sulla parete sembra essere l'unico elemento a dare un tocco di delicatezza e morbidezza a quest'insieme di forme plastiche e rigide che caratterizzano l'intera opera di Cézanne.